# Karl-Heinz Kalbfell
Karl-Heinz Kalbfell (29 dicembre 1949 – Brands Hatch, 17 agosto 2013) è stato un dirigente d'azienda tedesco, è stato amministratore delegato della società Maserati fino all'autunno del 2006.
Kalbfell ha studiato marketing e tecnologie dei processi industriali presso l'università FH Druck di Stoccarda, dove consegue la laurea in ingegneria gestionale.
Dal 1975 al 1977 è responsabile della pubblicità e immagine dell'azienda di camper e caravan Eriba/Hymer. Lavora successivamente alla BMW dove ha lavorato dal 1977 al 2004 con crescenti responsabilità (senior vice president marketing, responsabile Bmw Motorsport, amministratore delegato Rolls-Royce.
Nel 2005-2006 è amministratore delegato della Maserati e responsabile dello sviluppo strategico del polo sportivo Alfa Romeo-Maserati.